# Берестяги
Берестя́ги — село в Гайворонській громаді Голованівського району Кіровоградської області України. Населення становить 538 осіб.
Уродженцем села є Г. В. Балицький (1906—1989) — організатор і керівник партизанського руху в Україні в роки Радянсько-німецької війни, Герой Радянського Союзу.

## Населення
Згідно з переписом УРСР 1989 року чисельність наявного населення села становила 663 особи, з яких 283 чоловіки та 380 жінок.
За переписом населення України 2001 року в селі мешкала 541 особа.

### Мова
Розподіл населення за рідною мовою за даними перепису 2001 року:
| Мова       | Відсоток |
| ---------- | -------- |
| українська | 97,03 %  |
| російська  | 1,67 %   |
| молдовська | 1,12 %   |
| білоруська | 0,19 %   |